# Moussages
Moussages település Franciaországban, Cantal megyében. Lakosainak száma 251 fő (2022. január 1.). Moussages Anglards-de-Salers, Auzers, Méallet, Saint-Vincent-de-Salers és Trizac községekkel határos.

## Népesség
A település népességének változása:
| Lakosok száma | 502  | 378  | 319  | 270  | 273  | 272  | 273  | 267  | 262  | 251  |
|               | 1968 | 1982 | 1990 | 2006 | 2013 | 2015 | 2017 | 2019 | 2020 | 2022 |